# Mines de charbon de Newcastle
Les premières mines de la région furent autorisées au XIIIe siècle par le roi Henri III d'Angleterre en 1278, mais l'expansion n'a vraiment débuté qu'au XVIIIe siècle, lorsque la production passa de 0,48 million de tonnes de 1700 à 1,4 million de tonnes en 1800.
Les mines sont d'abord sous-capitalisées, sans centre urbain ni réseau de rivières, avec une tradition de partager la mine alors qu'en Écosse elles sont plutôt contrôlées par des monopropriétaires. Parmi les premiers entrepreneurs du charbon britannique, John Loftingh en 1689 leva du capital pour une autre société et John Yarnold obtint le droit d'installer une pompe dans les mines pour approvisionner en eau les habitants de Newcastle, grâce à une loi du parlement en 1698.
Charles Montagu (1658-1721), actionnaire de la nouvelle Banque d'Angleterre créée en 1694, avec assez de parts pour être administrateur, a récupéré des terres dans la région de Newcastle en épousant une aristocrate, et s'est fait élire au parlement. Il est le cousin homonyme d'un autre député célèbre du parti whig, Charles Montagu, alias Lord Halifax. Il contourne l'obligation de passer par la compagnie des hommes libres la « hostmen company » de la vallée de la Tyne, leur part de marché descendant de 95 % en 1700 à 60 % une dizaine d'années plus tard.
Le recours à des wagons, roulant sur un parcours de 6 kilomètres, constitué de rails de bois l'a aidé à concurrencer la confrérie Hostmen très puissante dans la région, dans sa mine de Gibside (Hutton), trop éloignée de la rivière et sa mine proche de la rivière Tyne et Hutton (Gibside). Espéré en 1697 mais seulement terminée en 1699. Avant d'investir dans le puits Stumplewood à Benwell, il laisse des traces dans sa correspondance sur les prévisions pour douze mois, tablant sur 35 000 tonnes ventes, pour un chiffre d'affaires de 5525 sterling et des dépenses de 4070 sterling soit un bénéfice de 33 %.
Grâce à ce procédé, la production du site atteint 70 000 tonnes dès 1703 et Charles Montagu (1658-1721) devint le premier producteur de charbon du Royaume-Uni, avec des participations majoritaires dans deux mines, soit l'équivalent de 100 000 tonnes, même s'il vit à Londres. Il avait conservé toutes les notes et tous les calculs de rentabilité de cette mine dans sa correspondance avant de prendre sa décision. Il cesse toute activité parlementaire en 1701 et mit en place une association des producteurs de charbon du sud-est pour sécuriser ses débouchés. Son fils avait déjà revendu l'entreprise lorsqu'un vrai cartel contrôlant les quantités et les prix du charbon local est mis sur pied en 1708. À partir de 1800, tous les rails de mine pour les galeries seront faits en acier.
La fin du XVIIe siècle voit aussi la création un peu au nord de Newcastle, en 1692 à Blythe, d'une société qui opère au début du XVIIIe siècle, The Blythe Coal Company, au capital divisé en 110 puis 144 puis parts. La montée en puissance du XVIIIe siècle est très progressive car les envois du Port de Newcastel à Londres représentent seulement 0,7 million de tonnes en 1775, avec il est vrai une forte accélération, de 10 % en trois ans, puisque le total était de 0,63 million en 1775, selon les écrits de 1778 par William Hutchinson.
Selon le récit de William Hutchinson, les 24 mines de la région sont alors pour la plupart éloignées de la rivière et utilisent pour la rejoindre des wagonnets de bois aux roues d'acier, roulant sur des rails de bois, à des vitesses parfois telles qu'il faut utiliser un système de freinage.